# Bobo (kardynał S. Giorgio)
Bobo (zm. 1188) – włoski kardynał.

## Życiorys
Pochodził z Rzymu i był krewnym kardynała Giacinto Bobone (1144-1191), późniejszego papieża Celestyna III (1191-1198). Nominacje otrzymał od papieża Klemensa III na konsystorzu 12 marca 1188. Podpisywał bulle papieskie jako kardynał-diakon S. Giorgio in Velabro między 5 kwietnia a 7 czerwca 1188.